# Domenico Cersosimo
Domenico Cersosimo (Laino Borgo, 1º gennaio 1952) è un economista e politico italiano, vicepresidente della Giunta Regionale della Calabria dal 2008 al 2010.

## Biografia
Laureato in Scienze economiche e sociali nel 1978, è stato ricercatore in Politica economica presso la facoltà di Economia dell'Università della Calabria; successivamente professore associato di Economia applicata (2001-2007) presso la medesima facoltà, dal gennaio 2007 è professore straordinario (prima fascia) di Economia applicata presso la facoltà di Scienze Politiche dell'ateneo calabrese, co-progettista del master in Manager delle politiche di sviluppo e coesione, qualificatosi in una graduatoria promossa nell'ambito di un progetto del Formez e della Presidenza del Consiglio dei ministri.
Membro del direttivo dell'Istituto Meridionale di Storia e Scienze Sociali, è stato coinvolto nell'azione politica dalla Giunta Regionale di centrosinistra che dal 2005 è alla guida della Calabria, dal presidente Agazio Loiero che il 30 novembre 2007 gli attribuisce le deleghe alla Cultura, Istruzione, Università e Ricerca Scientifica. Il 22 gennaio 2008 viene nominato vicepresidente della Giunta Regionale.

### Attività nella Giunta Regionale
Tra le principali iniziative promosse e realizzate da Domenico Cersosimo durante la sua attività nella Giunta Regionale Calabrese si possono ricordare:
- Presentato da Loiero e Cersosimo il Piano regionale per le risorse umane, su regione.calabria.it, 7 maggio 2008. URL consultato il 26 aprile 2021 (archiviato dall'url originale il 13 aprile 2013).
- Campi scuola 2008, su regione.calabria.it. URL consultato il 30 gennaio 2010 (archiviato dall'url originale il 4 marzo 2016).
- Più scuola, su piuscuola.it.

### Impegno politico
Alla fine del 2009 è fondatore, insieme a Silvio Greco, del movimento Slega la Calabria.